# Loznati
Loznati is een plaats in de gemeente Cres in de Kroatische provincie Primorje-Gorski Kotar. De plaats telt 29 inwoners (2001).